# دربوجاک
دربوجاک (به ترکی استانبولی: Derebucak) یک منطقهٔ مسکونی در ترکیه است که در استان قونیه واقع شده‌است. دربوجاک ۱٬۲۰۸ متر بالاتر از سطح دریا واقع شده‌است.